# Strada A360 Lena
La strada federale A360 «Lena» (in russo Федеральная автомобильная дорога А360 «Лена»?) è una strada federale nella Repubblica della Sacha-Jacuzia che collega la città di Jakutsk con il corridoio della ferrovia Transiberiana vicino a Skovorodino, nell'Oblast' dell'Amur (Circondario federale dell'Estremo Oriente). La strada ha il nuovo nome, A360, dal 31 dicembre 2017, da quando è decaduta la precedente dicitura M56. Prende il nome dal fiume Lena che in questa parte della Siberia scorre in direzione nord-sud. Costruita tra il 1925 ed il 1964, ha una lunghezza di 1 235 km (767 mi). 
È spesso chiamata anche dorsale Amur-Jakutsk e corre parallela all'omonima linea ferroviaria. All'altezza di Nižnij Bestjach la strada si unisce alla strada strada R504 «Kolyma», collegando Jakutsk con Magadan ad est sulla costa dell'oceano Pacifico.

## Itinerario
- 0 km – Skovorodino  – collegamento con la strada federale P297 “Amur”
- 39 km — Solovyovsk
- 170 km — Tynda
- 320 km – Iengra
- 400 km – Chulman
- 638 km – Aldan
- 712 km – Tommot
- 906 km – Ulù
- 1156 km – Nizhny Bestyakht – collegamento con l’autostrada federale P504 “Kolyma”
- 1168 km — Yakutsk